# Ludovico (Alvise) de Donati
Ludovico (Alvise) de Donati (... - mort abans de 1534) va ser un pintor i escultor italià, actiu a Piemont i Llombardia entre 1491 i 1512, del qual es desconeix l'any i lloc de naixement.

## Biografia
Pertanyent a una família d'escultors -era fill de Giovanni di Marco de Pamate-, ell mateix va ser tant escultor com pintor. L'any i el lloc de naixement d'Alvise Donati són incerts. En els documents i en les obres, el nom de Donati és llatinitzat en dues formes diferents, Ludovicus i Aluisius (Alvise). Aquestes variants, recurrents en els documents contemporanis, han provocat la creença errònia de l'existència de dues personalitats diferents.
Durant el seu primer període d'activitat a Vercelli, Alvise Donati rep el mandat d'executar un retaule (actualment perdut) per a la capella de S. Michele Santa Maria Maggiore. L'obra inacabada amb el temps es va dur a terme dos anys després per Eliazaro Oldoni en el taller on Donati havia començat a treballar. L'augment dels compromisos a Milà, la capital de la Llombardia, on residia Donati, fou probablement la raó de la no execució d'aquesta comanda. A Milà, Donati va treballar per primera vegada per a la parròquia de Sant Martí, que dirigia un taller actiu i contractava més aprenents. Tot i que la presència de Donati no està testificada pels documents notarials més enllà de l'any 1501, és molt probable que el pintor segueix residint a la ciutat durant la primera dècada del segle xvi. En 1507, va realitzar a Milà un retaule de la Mare de Déu i el Nen amb els Sants per a l'església de la parròquia de Sants Marti i Agata. En Caspano (Província de Sondrio) en 1508, va signar un retaule tallat pintat La resurrecció de Llàtzer a l'església de Sant Bartolomeu.
Des de llavors, l'activitat de Donati sembla estar limitada a la diòcesi de Como, on el pintor havia establert el seu estudi. La Verge i el Nen amb quatre àngels del Museu de Belles Arts de Lió, amb data de 1510, probablement prové d'aquesta regió. Per a l'altar major de l'església del monestir de Sant Benigne de Berbenno a Sondrio Donati va realitzar en 1512 el retaule de la Mare de Déu amb el Nen i els Sants Benigne i Defendente. Al Museu Diocesà de Sondrio l'últim esment del mestre ens mostra la seva mort en 1534 quan el pintor Sigismondo De Magistris, a Como, compra la casa anteriorment propietat de Donati.
L'obra "Maria Magdalena, Marta, Llàtzer i Maximí venerats pels prínceps de Provença i Maria Magdalena escoltant el sermó de Crist" es conserva al Museu Nacional d'Art de Catalunya.

## Obres
- Magdalena, Marta, Llàtzer, els Prínceps de Provença escoltant el sermó de Crist, Museu Nacional d'Art de Catalunya, Barcelona
- La Verge i el Nen, Museu de Belles Arts de Lió
- La lamentació de Crist amb la Verge, Sant Pere Màrtir, Sant Francesc, Sant Joan Evangelista, Santa Maria d'Egipte i Santa Àgueda, Museu d'Art i d'Història de Ginebra
- Retaule amb Madonna, el nen i Benigne i Defendente al sant altar de l'església de Sant Benigne Berbenno, al monestir en 1512 a Sondrio.

## Galeria d'imatges

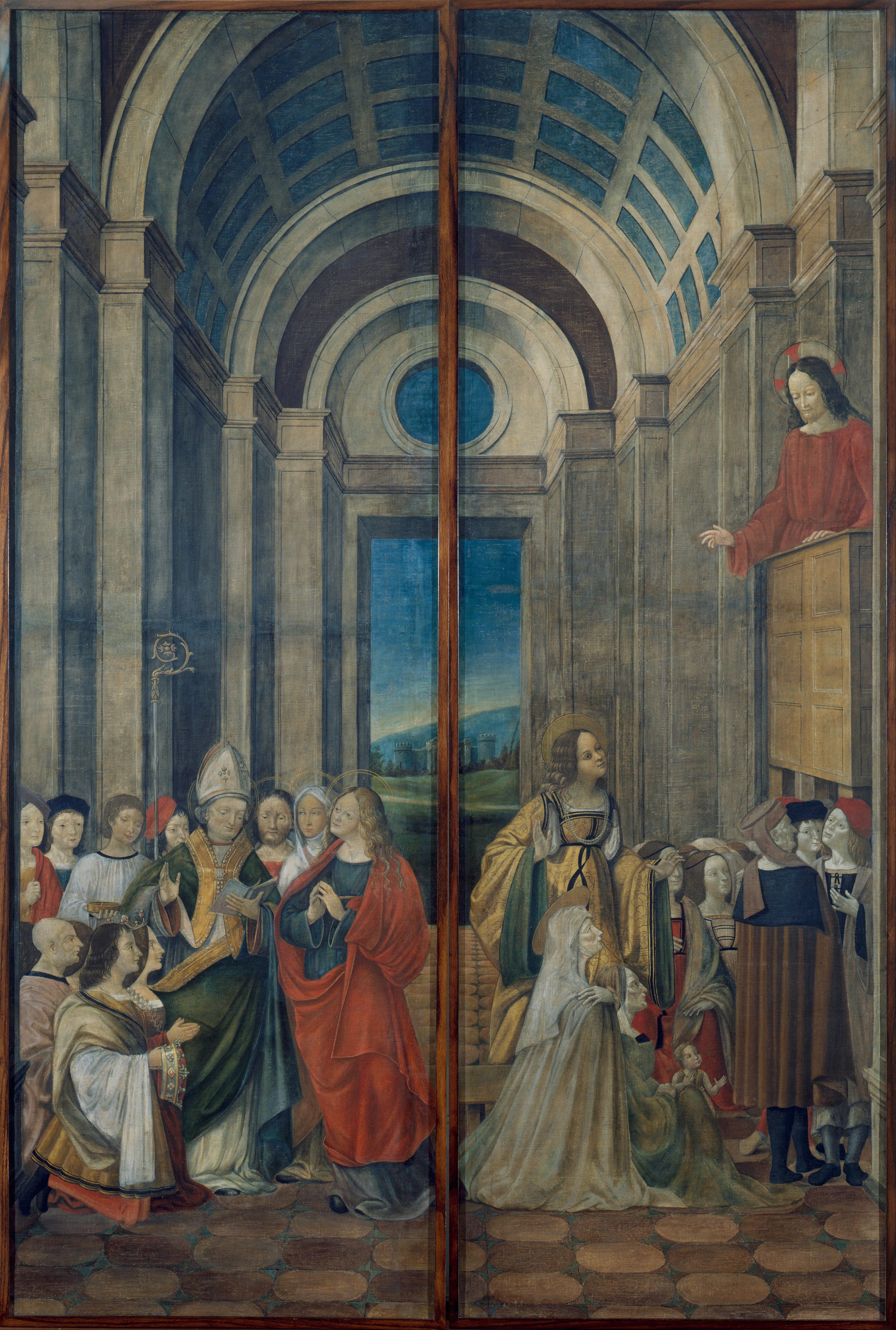
Magdalena, Marta, Llàtzer, els Prínceps de Provença escoltant el sermó de Crist, Museu Nacional d'Art de Catalunya, Barcelona
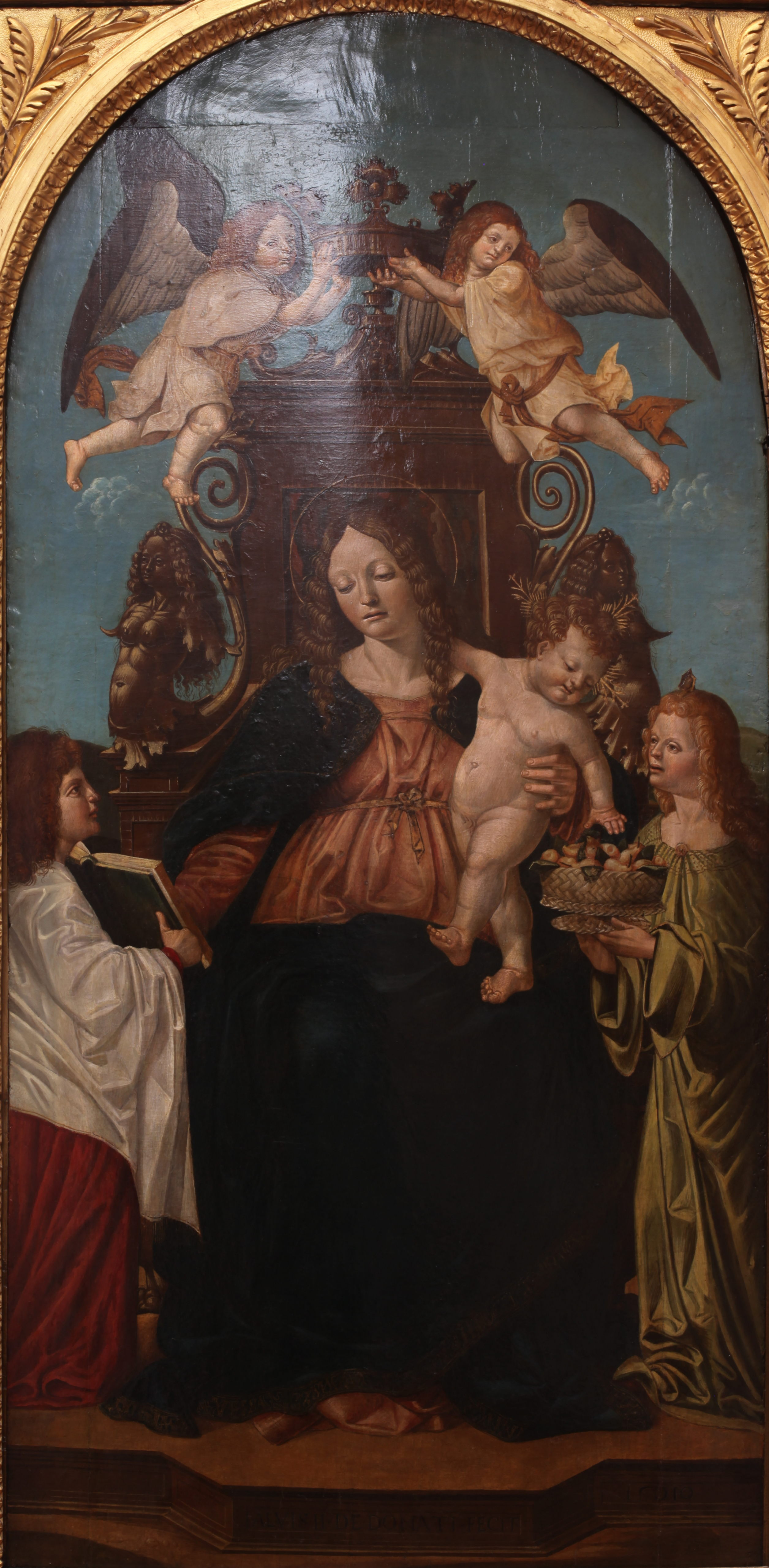
La Verge i el Nen, Museu de Belles Arts de Lió
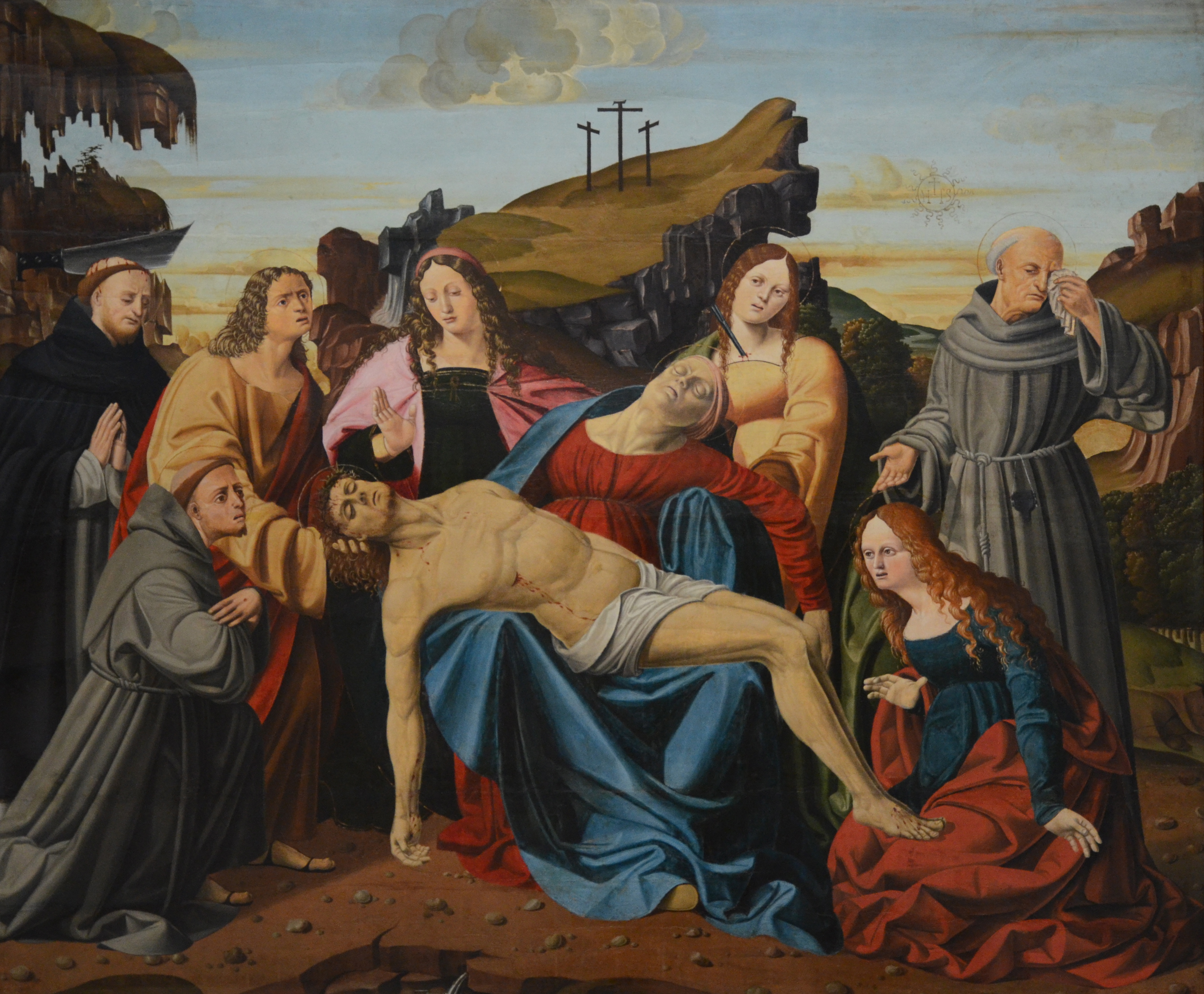
La lamentació de Crist amb la Verge, Sant Pere Màrtir, Sant Francesc, Sant Joan Evangelista, Santa Maria d'Egipte i Santa Àgueda, Museu d'Art i d'Història de Ginebra
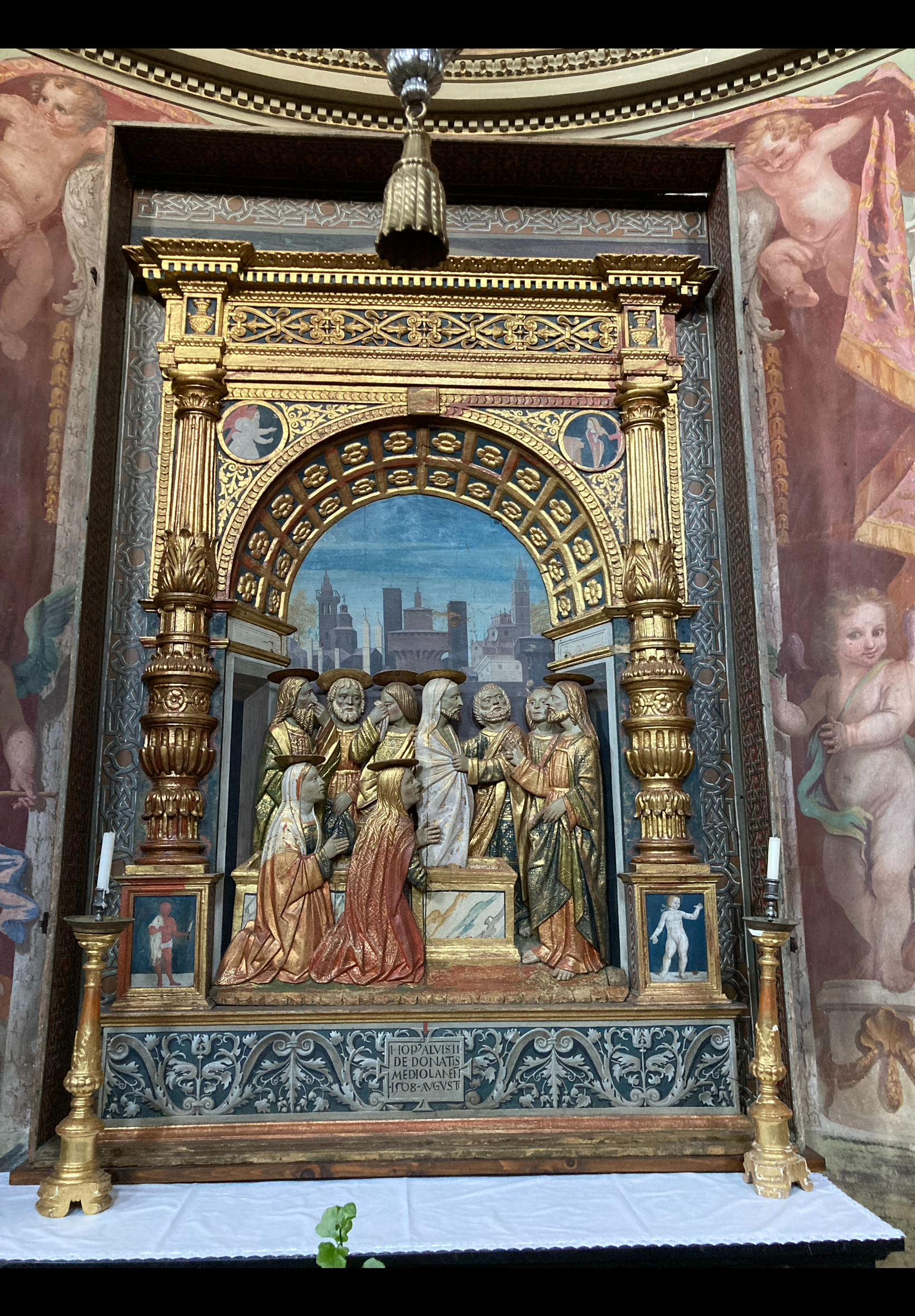
Resurrecció de Llàtzer - Església de Sant Bartomeu de Caspano